# 書綸
書綸（1782年—1844年），榜名書倫，原名恪寧，字紫园，号碩農，甘氏，汉军正蓝旗人。

## 生平
嘉庆戊辰（1808年）举人，道光壬午（1822年）进士。
中进士后即用知县，签分四川，历任三台县、苍溪县知县，簡州、巴州知州；道光六年（1826）任调冕宁县知县，十年（1830）调任西昌县知县，后来两次回任，十四年（1834年）任甲午科四川乡试同考官，武闈受卷官，十七年（1837）署越嶲厅同知。诰授文林郎。

## 著作
- 編有《西昌县志》、《冕寧县志》。
- 《有益山房诗集》四卷、《古文》二卷。[3]
- 《建南风俗略》。

## 评价
- 有廉能，擅诗文。[4]

## 家庭及关联
- 高祖甘文煐；
- 曾祖甘國壎；
- 本生曾祖甘國埏，江南江浦县知县，兵部武选司郎中；
- 祖甘士鑑，笔帖式；
- 本生祖甘士锽，广西金城司巡检；
- 父甘際華，直隶沧州州判；
- 妻刘氏、妾何氏，戴氏；
- 胞兄恪敏，
- 胞侄女甘氏，道光辛丑进士郭廷肇之妻；
- 堂侄惠麟，道光壬辰进士。[5]